# Winfried Glatzeder
Winfried Glatzeder (Sopot, Polonia; 26 de abril de 1945) es un actor y guionista alemán. Inició su carrera en la Alemania Oriental de los años 60. A principios de los 1970, protagonizó películas como Zeit der Störche y The Legend of Paul and Paula. De 1996 a 1998, interpretó el papel del comisario Ernst Roiter en la serie de televisión Tatort, ganando mayor reconocimiento y desde entonces ha trabajado mayormente en teatro y televisión.

## Carrera
En 1971, Glatzeder hizo su gran avance como actor en el papel del joven y poco convencional trabajador de perforación (Christian) en Zeit der Störche de Siegfried Kühn. Siguió esto con una actuación en Der Mann, der nach der Oma kam en 1972, una película que se convirtió en una de las comedias más exitosas producidas por DEFA. Glatzeder pasó a interpretar a Paul en la película de culto The Legend of Paul and Paula en 1973. Tocó junto a Angelica Domröse, que como él era miembro del conjunto de la Volksbühne de Berlín. Su interpretación de Till Eulenspiegel en la película del mismo nombre de Rainer Simon fue elogiada por los críticos como "una obra maestra de la actuación".
En 2019, interpretó la versión anciana de Ulrich Nielsen en la serie de Netflix, Dark en su segunda temporada. Volvió a repetir el papel en 2020, para la tercera y última temporada.
Glatzeder se casó con su primera mujer en 1970. Uno de sus dos hijos de aquel matrimonio es el también actor Robert Glatzeder. Tiene otro hijo de una relación previa. En 2008, Glatzeder publicó su autobiografía titulada Paul und ich (Paul y yo). Actualmente vive en Berlín. 

## Filmografía seleccionada
| Año  | Título                         | Rol               | Notas                                           |
| ---- | ------------------------------ | ----------------- | ----------------------------------------------- |
| 1967 | Ein Lord am Alexanderplatz     | Udo               |                                                 |
| 1968 | Spur des Falken                |                   |                                                 |
| 1969 | Jungfer, Sie gefällt mir       | Granjero          |                                                 |
| 1970 | Dr. med. Sommer II             | Graswald          |                                                 |
| 1970 | Hart am Wind                   | Matrose           |                                                 |
| 1971 | Zeit der Störche               | Christian Smolny  |                                                 |
| 1972 | Tecumseh                       |                   |                                                 |
| 1972 | Der Mann, der nach der Oma kam | Erwin Graffunda   |                                                 |
| 1973 | The Legend of Paul and Paula   | Paul              |                                                 |
| 1975 | Till Eulenspiegel              | Till Eulenspiegel |                                                 |
| 1985 | Forget Mozart                  | Antonio Salieri   |                                                 |
| 1986 | Rosa Luxemburg                 | Paul Levi         |                                                 |
| 1999 | Sonnenallee                    | Paul              | Cameo como Paul de The Legend of Paul and Paula |
| 2007 | March of Millions              | Dietrich          |                                                 |
| 2015 | The Last Summer of the Rich    | Boris             |                                                 |

| Año       | Título                                   | Rol             | Notas        |
| --------- | ---------------------------------------- | --------------- | ------------ |
| 1969      | Unbekannte Bürger                        |                 |              |
| 1975      | Polizeiruf 110                           | Kurt Dierich    | 1 episodio   |
| 1977      | Polizeiruf 110                           | Arthur Peltzer  | 1 episodio   |
| 1986      | Detektivbüro Roth                        |                 | 1 episodio   |
| 1987–1999 | The Old Fox                              |                 | 3 episodios  |
| 1988      | Praxis Bülowbogen                        |                 | 2 episodios  |
| 1988      | Rivalen der Rennbahn                     |                 | 1 episodio   |
| 1988      | Liebling Kreuzberg                       |                 | 2 episodios  |
| 1989      | Drei Damen vom Grill                     |                 | 9 episodios  |
| 1989–1995 | Derrick                                  |                 | 3 episodios  |
| 1990      | Spreepiraten                             |                 | 1 episodio   |
| 1990      | Abenteuer Airport                        | Simon           |              |
| 1990      | Ron und Tanja                            | Gerd Pacul      |              |
| 1992      | Ein Heim für Tiere                       |                 | 8 episodios  |
| 1992      | Die Männer vom K3                        |                 | 2 episodios  |
| 1992      | Sterne des Südens                        | Matthias        |              |
| 1993      | SOKO München                             |                 | 11 episodios |
| 1994      | Tatort                                   | Ollenberg       |              |
| 1996      | Mensch, Pia!                             | Gerd Diefenbach | 7 episodios  |
| 1996      | Tatort                                   | Ernst Roiter    | 12 episodios |
| 1996      | Hallo, Onkel Doc!                        |                 | 2 episodios  |
| 1997      | The Secret of Sagal                      | Padre Zarwilski | 5 episodios  |
| 1998      | Alarm für Cobra 11 – Die Autobahnpolizei |                 | 4 episodios  |
| 1999      | Polizeiruf 110                           |                 |              |
| 2000      | Die Wache                                |                 | 7 episodios  |
| 2005      | Berlin, Berlin                           |                 | 5 episodios  |
| 2010–2012 | Our Charly                               |                 | 8 episodios  |
| 2019–2020 | Dark                                     | Ulrich Nielsen  | 5 episodios  |